# Maccabi Ahi Nazareth Football Club
O Maccabi Ahi Nazareth Football Club (em hebraico, מועדון כדורגל מכבי אחי נצרת e em árabe, نادي كرة القدم اخاء الناصرة‎; Nade Korat Alqadam Maccabi Ekhaa Al-Nasera) é um clube de futebol de Israel, sediado em Nazaré (cidade onde, segundo a Bíblia, Jesus Cristo teria morado durante algum tempo). Atualmente joga na Liga Leumit, a segunda divisão nacional.

## História
Foi fundado em 1967, e suas cores são verde, laranja e branco. Manda seus jogos no Ilut Stadium, na cidade de Ilut, próxima a Nazaré.
Venceu a Liga Leumit em 2002-03, mesmo tendo perdido 3 pontos por ter escalado um jogador de forma irregular. Jogando a primeira divisão israelense pela primeira vez em sua história, o Maccabi Ahi Nazareth protagonizou outro fato histórico: 2 clubes de origem árabe disputaram a competição juntos - o outro representante da comunidade árabe em Israel em 2003-04 foi o Bnei Sakhnin. Os "verdes" terminariam rebaixados, com a pior campanha (8 vitórias, 6 empates e 19 derrotas), e embora tivesse o 8º melhor ataque (40 gols) e 2 jogadores na tabela de artilheiros (Assi Tubi e o brasileiro Gustavo Boccoli), teve a defesa mais vazada, levando 62 gols.
O clube voltaria a disputar a primeira divisão em 2009-10, e surpreendeu ao contratar o veterano goleiro russo Ruslan Nigmatullin, que disputou a Copa do Mundo de 2002. Além dele, o togolês Éric Akoto (que jogou a Copa de 2006) foi o outro destaque da equipe. Mesmo assim, o Maccabi (treinado por John Gregory, ex-técnico de Portsmouth,  Aston Villa, Derby County e Queens Park Rangers) não evitou nova queda para o segundo nível do futebol israelense após ficar em último lugar no play-off do rebaixamento.

## Elenco atual
| N.º |        | Posição | Jogador         |
| --- | ------ | ------- | --------------- |
| 3   | Brasil | D       | Kássio          |
| 4   | Israel | D       | Emri Zaid       |
| 5   | Israel | D       | Akram Shariach  |
| 6   | Israel | D       | Yazan Nassar    |
| 7   | Israel | M       | Moamen Salah    |
| 8   | Israel | M       | Amjad Sliman    |
| 9   | Israel | A       | Alaa Bakher     |
| 10  | Israel | M       | Mohammed Khatib |
| 11  | Israel | A       | Alon Buzorgi    |
| 13  | Israel | D       | Ashraf Rabach   |
| 14  | Israel | M       | Yussuf Mohammed |
| 15  | Israel | M       | Amir Abu Salem  |
| 16  | Israel | M       | Majd Abdu       |

| N.º |                      | Posição | Jogador             |
| --- | -------------------- | ------- | ------------------- |
| 17  | Israel               | M       | Ahmed Drausha       |
| 19  | Israel               | M       | Salah Hussein       |
| 20  | Israel               | M       | Sfouan Hilou        |
| 21  | Israel               | M       | Khaled Kasoum       |
| 23  | Israel               | M       | Yehya Khatib        |
| 29  | Israel               | D       | I'yad Hutba         |
| 33  | Israel               | M       | Yehye Khatib        |
| 45  | Israel               | G       | Ahmed Akriya        |
| 77  | Israel               | A       | Ali Kna'ana         |
| 88  | Bósnia e Herzegovina | M       | Semir Bajraktarević |
| 92  | Israel               | G       | Mahdi Zuabi         |
| 99  | Israel               | A       | Nuef Baziya         |
|     | Israel               | M       | Isa Bakir           |

## Treinadores famosos
- Azmi Nassar
- Yehoshua Feigenbaum
- Michael Kadosh
- Eli Mahpud
- John Gregory
- Adham Hadiya